# Receita Federal do Brasil
A Receita Federal, ou Secretaria Especial da Receita Federal do Brasil, é um órgão que tem como responsabilidade a administração dos tributos federais e o controle aduaneiro, além de atuar no combate à evasão fiscal (sonegação), contrabando, descaminho, contrafação (pirataria) e tráfico de drogas, armas e animais.
Até 1 de janeiro de 2019, foi subordinada ao Ministério da Fazenda e, a partir daí, passou a integrar a estrutura básica do novo Ministério da Economia do Governo Jair Bolsonaro. A partir de 01 de janeiro de 2023 voltou a ser subordinada ao Ministério da Fazenda, com a volta da pasta no Governo Lula.

## História

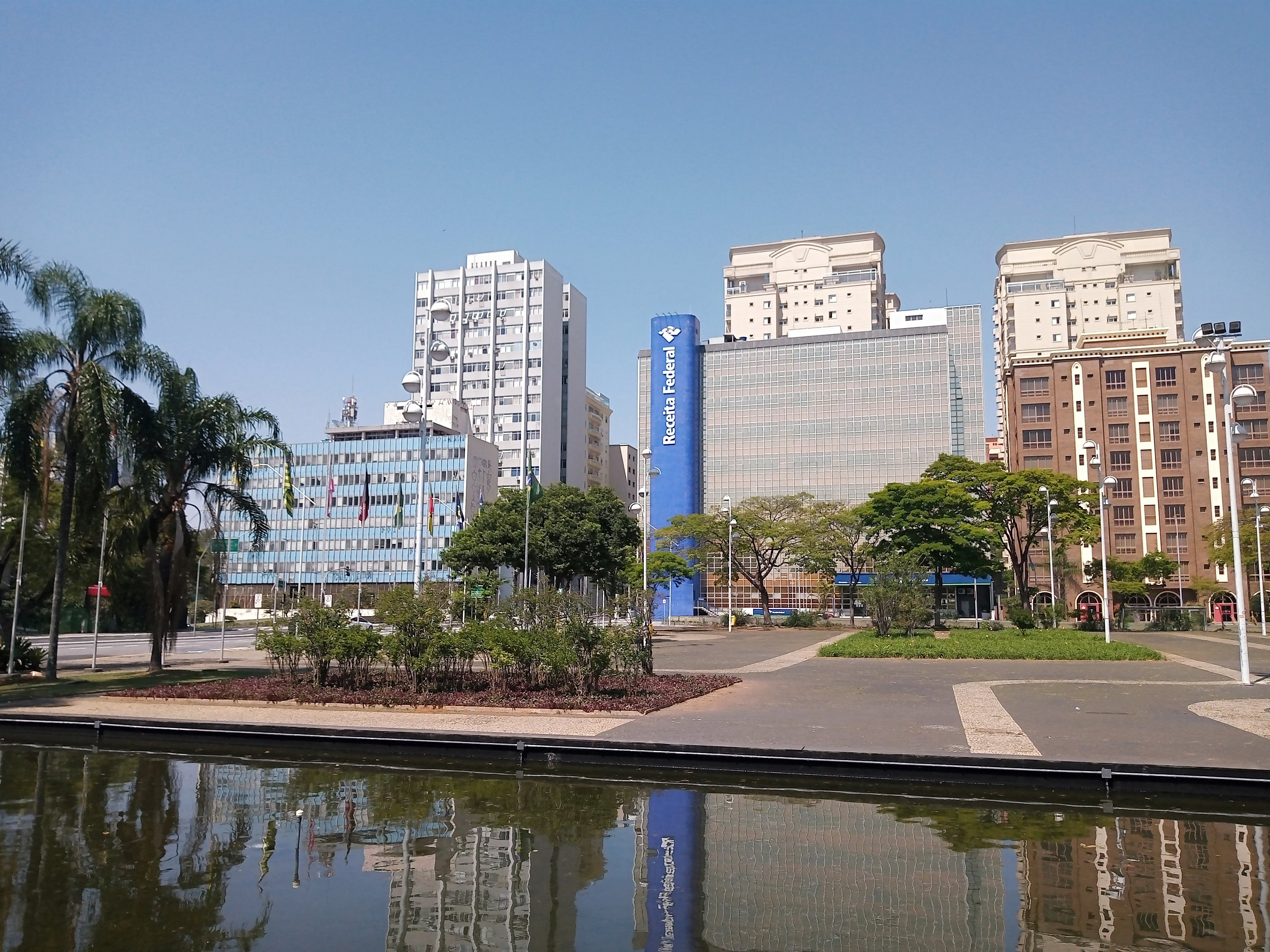
Unidade da Receita Federal em Santo André.

A Secretaria da Receita Federal (SRF) foi criada pelo Decreto nº 63.659, de 20 de novembro de 1968, substituindo a Diretoria-Geral da Fazenda Nacional, criada por Getúlio Vargas, em 1934.
Com a Lei nº 11.457, de 16 de março de 2007, ocorreu a extinção da Secretaria da Receita Previdenciária (SRP), sendo criada a Secretaria da Receita Federal do Brasil (RFB). Na ocasião, o novo órgão foi apelidado pela imprensa de "Super Receita", em razão de que, a partir de então, toda a arrecadação de impostos federais e contribuições tributárias de matriz previdenciária ficaria centralizada na Receita Federal.

## Principais funções

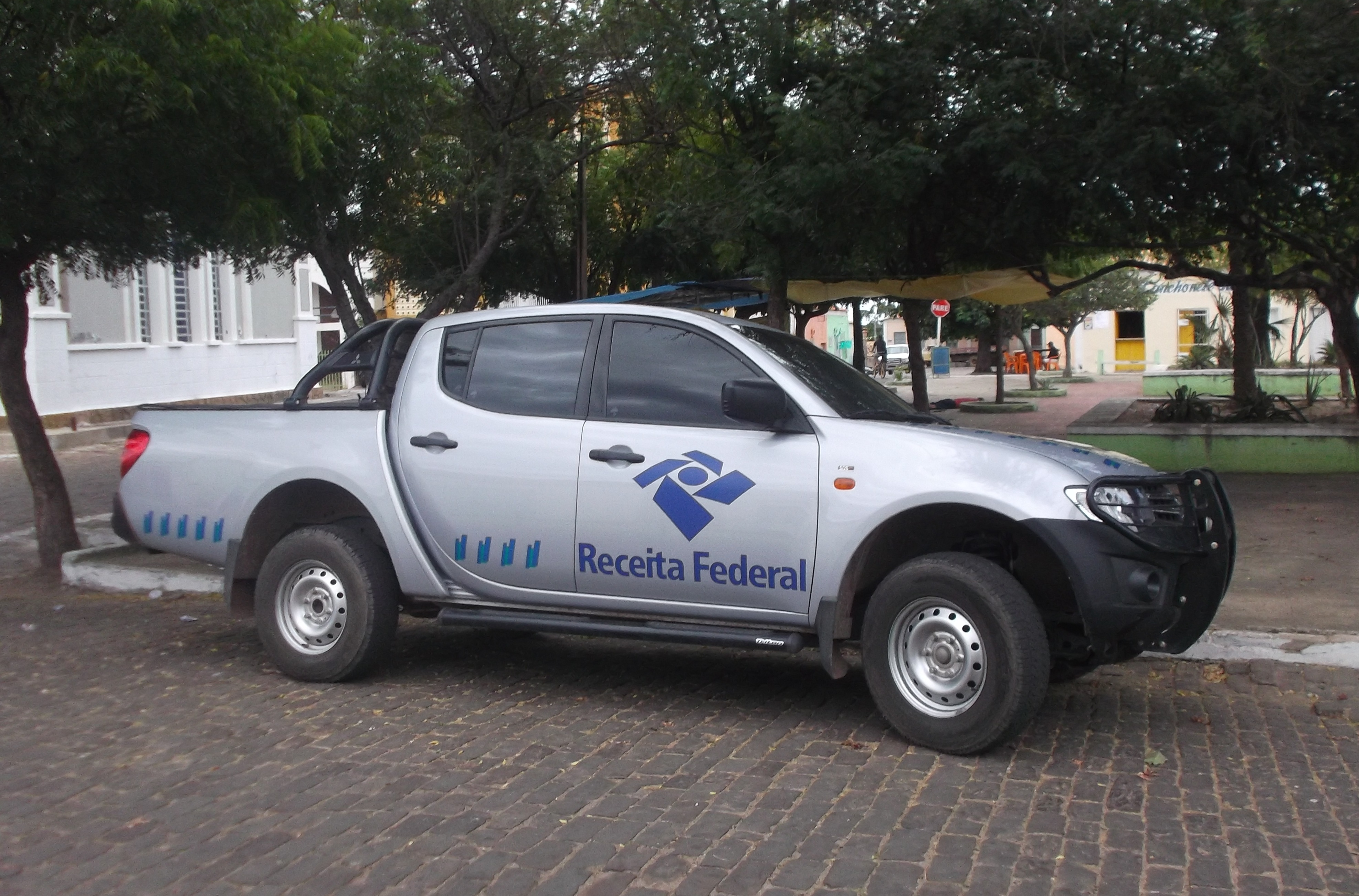
Veículo

As principais funções da RFB relacionam-se com a administração tributária e aduaneira da União. Segundo o art. 15, Anexo I, do Decreto nº 6.764, de 10 de fevereiro de 2009, compete à Secretaria da Receita Federal do Brasil:
1. Planejar, coordenar, supervisionar, executar, controlar e avaliar as atividades de administração tributária federal, inclusive as relativas às contribuições sociais destinadas ao financiamento da seguridade social e às contribuições devidas a terceiros, assim entendidas outras entidades e fundos, na forma da legislação em vigor;
2. Propor medidas de aperfeiçoamento e regulamentação e a consolidação da legislação tributária federal;
3. Interpretar e aplicar a legislação tributária, aduaneira, de custeio previdenciário e correlata, editando os atos normativos e as instruções necessárias à sua execução;
4. Estabelecer  obrigações tributárias acessórias, inclusive disciplinar a entrega de declarações;
5. Preparar e julgar, em primeira instância, processos administrativos de determinação e exigência de créditos tributários e de reconhecimento de direitos creditórios, relativos aos tributos por ela administrados;
6. Acompanhar a execução das políticas tributária e aduaneira e estudar seus efeitos na economia do País;
7. Dirigir, supervisionar, orientar, coordenar e executar os serviços de fiscalização, lançamento, cobrança, arrecadação e controle dos tributos e demais receitas da União, sob sua administração;
8. Realizar a previsão, o acompanhamento, a análise e o controle das receitas sob sua administração, bem como coordenar e consolidar as previsões das demais receitas federais, para subsidiar a elaboração da proposta orçamentária da União;
9. Propor medidas destinadas a compatibilizar a receita a ser arrecadada com os valores previstos na programação financeira federal;
10. Estimar e quantificar a renúncia de receitas administradas e avaliar os efeitos das reduções de alíquotas, das isenções tributárias e dos incentivos ou estímulos fiscais, ressalvada a competência de outros órgãos que também tratam da matéria;
11. Promover atividades de cooperação e integração entre as administrações tributárias do país, entre o fisco e o contribuinte, e de educação fiscal, bem assim preparar, orientar e divulgar informações tributárias e aduaneiras;
12. Realizar estudos para subsidiar a formulação da política tributária e estabelecer política de informações econômico-fiscais e implementar sistemática de coleta, tratamento e divulgação dessas informações;
13. Celebrar convênios com órgãos e entidades da administração pública federal, estadual, distrital e municipal, bem como entidades de direito público ou privado, para permuta de informações, racionalização de atividades e realização de operações conjuntas;
14. Gerir o Fundo Especial de Desenvolvimento e Aperfeiçoamento das Atividades de Fiscalização - FUNDAF;
15. Negociar e participar da implementação de acordos, tratados e convênios internacionais pertinentes à matéria tributária e aduaneira;
16. Dirigir, supervisionar, orientar, coordenar e executar os serviços de administração, fiscalização e controle aduaneiros, inclusive no que diz respeito a alfandegamento de áreas e recintos;
17. Dirigir, supervisionar, orientar, coordenar e executar o controle do valor aduaneiro e de preços de transferência de mercadorias importadas ou exportadas, ressalvadas as competências do Comitê Brasileiro de Nomenclatura;
18. Dirigir, supervisionar, orientar, coordenar e executar as atividades relacionadas com nomenclatura, classificação fiscal e origem de mercadorias, inclusive representando o país em reuniões internacionais sobre a matéria;
19. Participar, observada a competência específica de outros órgãos, das atividades de repressão ao contrabando, ao descaminho e ao tráfico ilícito de entorpecentes e de drogas afins, e à lavagem de dinheiro;
20. Administrar, controlar, avaliar e normatizar o Sistema Integrado de Comércio Exterior - SISCOMEX, ressalvadas as competências de outros órgãos;
21. Articular-se com entidades e organismos internacionais e estrangeiros com atuação no campo econômico-tributário e econômico-previdenciário, para realização de estudos, conferências técnicas, congressos e eventos semelhantes;
22. Elaborar proposta de atualização do plano de custeio da seguridade social, em articulação com os demais órgãos envolvidos;
23. Orientar, supervisionar e coordenar as atividades de produção e disseminação de informações estratégicas na área de sua competência, destinadas ao gerenciamento de riscos ou à utilização por órgãos e entidades participantes de operações conjuntas, visando à prevenção e ao combate às fraudes e práticas delituosas, no âmbito da administração tributária federal e aduaneira.

## Organização funcional

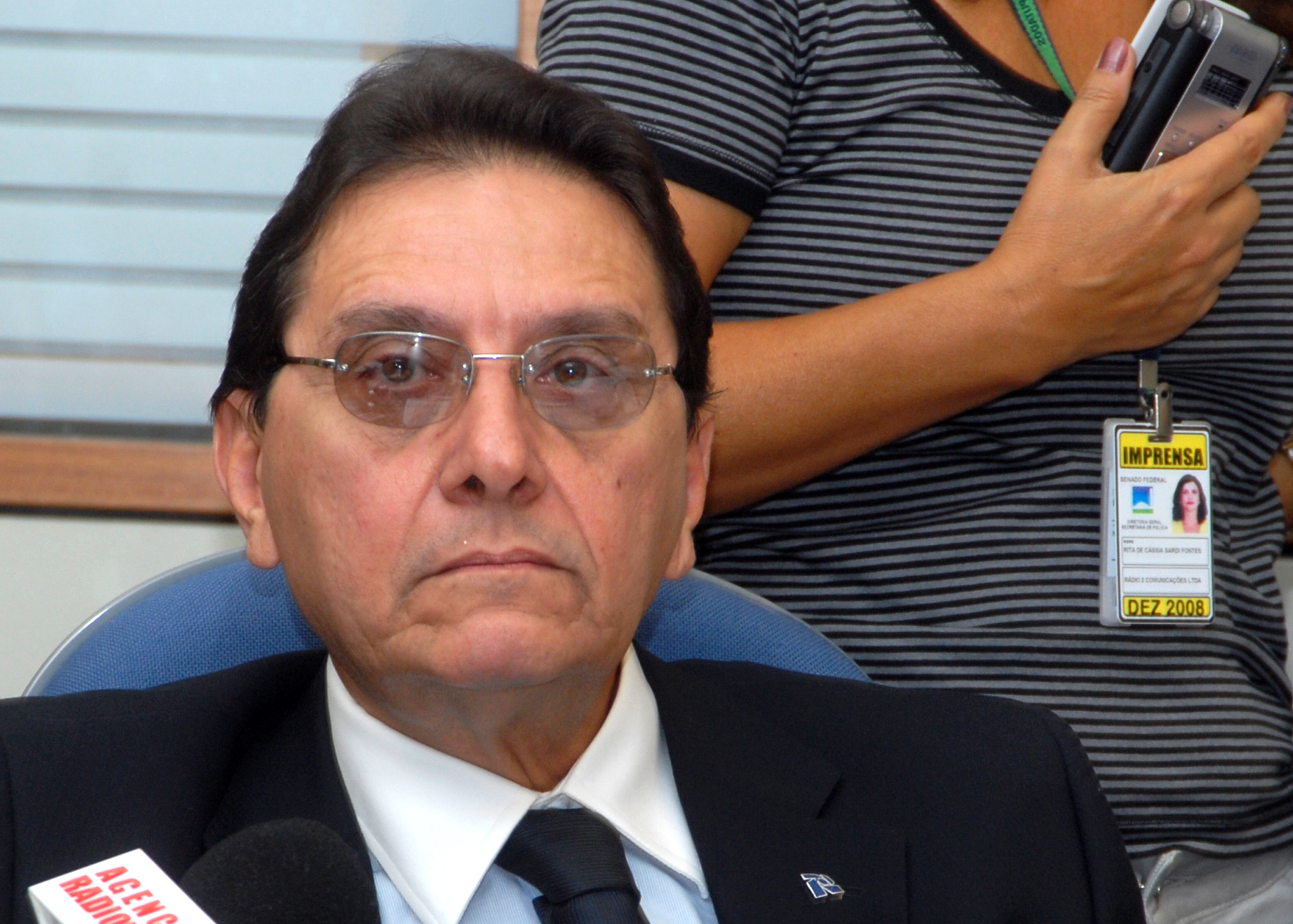
Em 27 de janeiro de 2009, o ex-secretário da Receita Federal do Brasil, então secretário adjunto, auditor-fiscal Otacílio Dantas Cartaxo, anunciando os resultados da arrecadação de tributos federais e das contribuições previdenciárias em dezembro e do acumulado de 2008. Foto:Roosewelt Pinheiro/ABr.

Por força de lei específica, são agentes públicos pertencentes à Receita Federal os ocupantes dos cargos de:
- Auditor-Fiscal da Receita Federal do Brasil; e
- Analista-Tributário da Receita Federal do Brasil.

### Auditores-Fiscais
As atribuições dos Auditores-Fiscais, na qualidade de autoridades públicas responsáveis pela administração tributária e aduaneira da União, são:
- Constituir, mediante lançamento, o crédito tributário e de contribuições;
- Elaborar e proferir decisões ou delas participar em processo administrativo-fiscal, bem como em processos de consulta, restituição ou compensação de tributos e contribuições e de reconhecimento de benefícios fiscais;
- Executar procedimentos de fiscalização, praticando os atos definidos na legislação específica, inclusive os relacionados com o controle aduaneiro, apreensão de mercadorias, livros, documentos, materiais,equipamentos e assemelhados;
- Examinar a contabilidade de sociedades empresariais, empresários, órgãos, entidades, fundos e demais contribuintes, não se lhes aplicando as restrições previstas nos arts. 1.190 a 1.192 do Código Civil e observado o disposto no art. 1.193 do mesmo diploma legal;
- Proceder à orientação do sujeito passivo no tocante à interpretação da legislação tributária;
- Supervisionar as demais atividades de orientação ao contribuinte; e
- Proceder com a execução, em caráter geral e concorrente, das demais atividades inerentes às competências da Secretaria da Receita Federal do Brasil.

### Analistas-Tributários
As atribuições dos Analistas-Tributários são:
- Exercer atividades de natureza técnica, acessórias ou preparatórias ao exercício das atribuições privativas dos Auditores-Fiscais;
- Atuar no exame de matérias e processos administrativos, ressalvada a competência privativa dos Auditores-Fiscais; e
- Exercer, em caráter geral e concorrente, as demais atividades inerentes às competências da Secretaria da Receita Federal do Brasil.

## Estrutura
Dirigida pelo Secretário Especial da Receita Federal do Brasil, o órgão é composto por unidades centrais e unidades descentralizadas. A nomeação de dirigentes em unidades descentralizadas (Delegacias, Inspetorias e Alfândegas) privativamente recai sobre Auditores-Fiscais, enquanto unidades de atendimento ao contribuinte (Agências e Centros de Atendimento) usualmente, mas não exclusivamente, são chefiadas por Analistas-Tributários. Tradicionalmente, os cargos da cúpula da instituição (Secretário, Subsecretário, Coordenador-geral e Superintendente) também são sempre ocupados por Auditores-Fiscais.
O atual dirigente máximo do órgão é o Auditor-Fiscal José Barroso Tostes Neto, que ingressou na função em 02/10/2019.
As unidades centrais, localizadas majoritariamente em Brasília, compreendem:
- Gabinete da Secretaria da Receita Federal do Brasil (GABIN);
- Assessoria Especial da Secretaria da Receita Federal do Brasil (ASESP);
- Assessoria de Comunicação Social (ASCOM);
- Coordenadação-Geral de Auditoria Interna (AUDIT);
- Coordenadação-Geral de Planejamento, Organização e Avaliação Institucional (COPAV);
- Coordenadação-Geral de Pesquisa e Investigação (COPEI);
- Coordenadação-Geral de Cooperação e Integração Fiscal (COCIF);
- Corregedoria da Secretaria da Receita Federal do Brasil (COGER);
- Centro de Estudos Tributários e Aduaneiros (CETAD);
- Subsecretaria de Arrecadação e Atendimento da Receita Federal (SUARA);
- Subsecretaria de Aduana e Relações Internacionais da Receita Federal (SUARI);
- Subsecretaria de Fiscalização da Receita Federal (SUFIS);
- Subsecretaria de Tributação e Contencioso da Receita Federal (SUTRI); e
- Subsecretaria de Gestão Corporativa da Receita Federal (SUCOR).

As unidades descentralizadas, distribuídas por todo o território nacional, compreendem:
- Superintendências Regionais da Receita Federal (SRRF) - 10;
- Delegacias da Receita Federal (DRF) - 97;
- Delegacias Especiais da Receita Federal de Maiores Contribuintes (DEMAC) - 03;
- Delegacia Especial da Receita Federal de Administração Tributária (DERAT) - 01;
- Delegacia Especial da Receita Federal de Pessoas Físicas (DERPF) - 01;
- Delegacia Especial da Receita Federal de Fiscalização (DEFIS) - 01;
- Delegacia Especial da Receita Federal de Fiscalização de Comércio Exterior (DELEX) - 01;
- Delegacia Especial da Receita Federal de Instituições Financeiras (DEINF) - 01;
- Delegacias de Julgamento da Receita Federal (DRJ) - 14;
- Alfândegas da Receita Federal (ALF) - 26;
- Inspetorias da Receita Federal (IRF) - 55; e
- Agências da Receita Federal (ARF) - 351.

### Recursos e repasses regionais
- Arrecadação nos estados
- ICMS nos estados
- Repasses aos estados
- Endividamento
- Gastos com funcionalismo